# Iglesia de San Francisco (Évora)
La iglesia de San Francisco en Évora es una iglesia de arquitectura gótica-manuelina. Construida entre 1480 y 1510 por los maestros pedreros Martim Lourenço y Pero de Trilho y decorada por los pintores regios Francisco Henriques, Jorge Afonso y Garcia Fernandes, está íntimamente ligada a los acontecimientos históricos que marcarán el período de expansión marítima de Portugal. Queda patente en los símbolos de la monumental nave abovedada ojival: la cruz de la Orden de Cristo y los escudos de los reyes fundadores, Juan II de Portugal y Manuel I de Portugal.
Según la tradición, en esta iglesia fue sepultado Gil Vicente en 1536.

## Historia

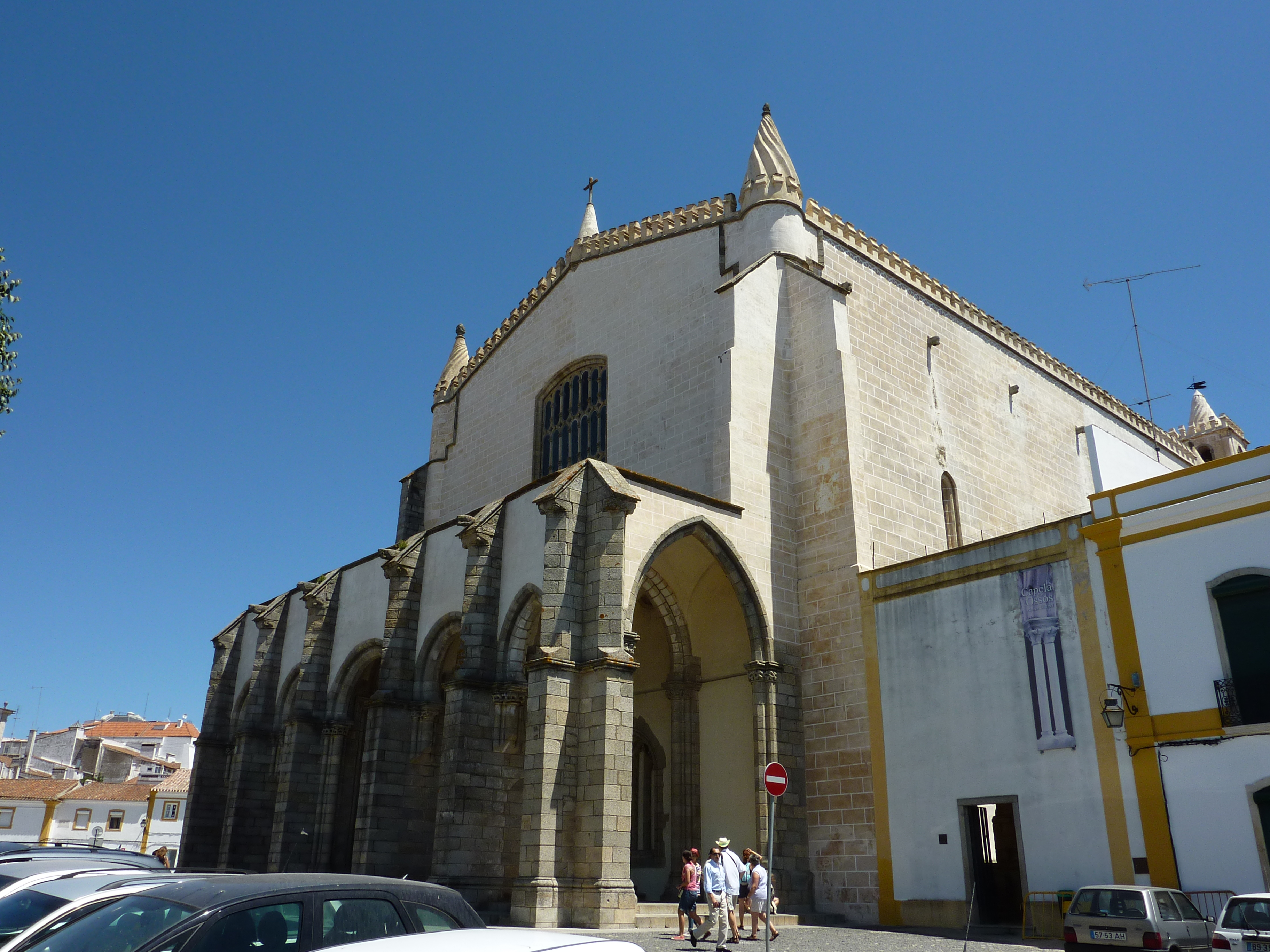
Fachada con el gran pórtico

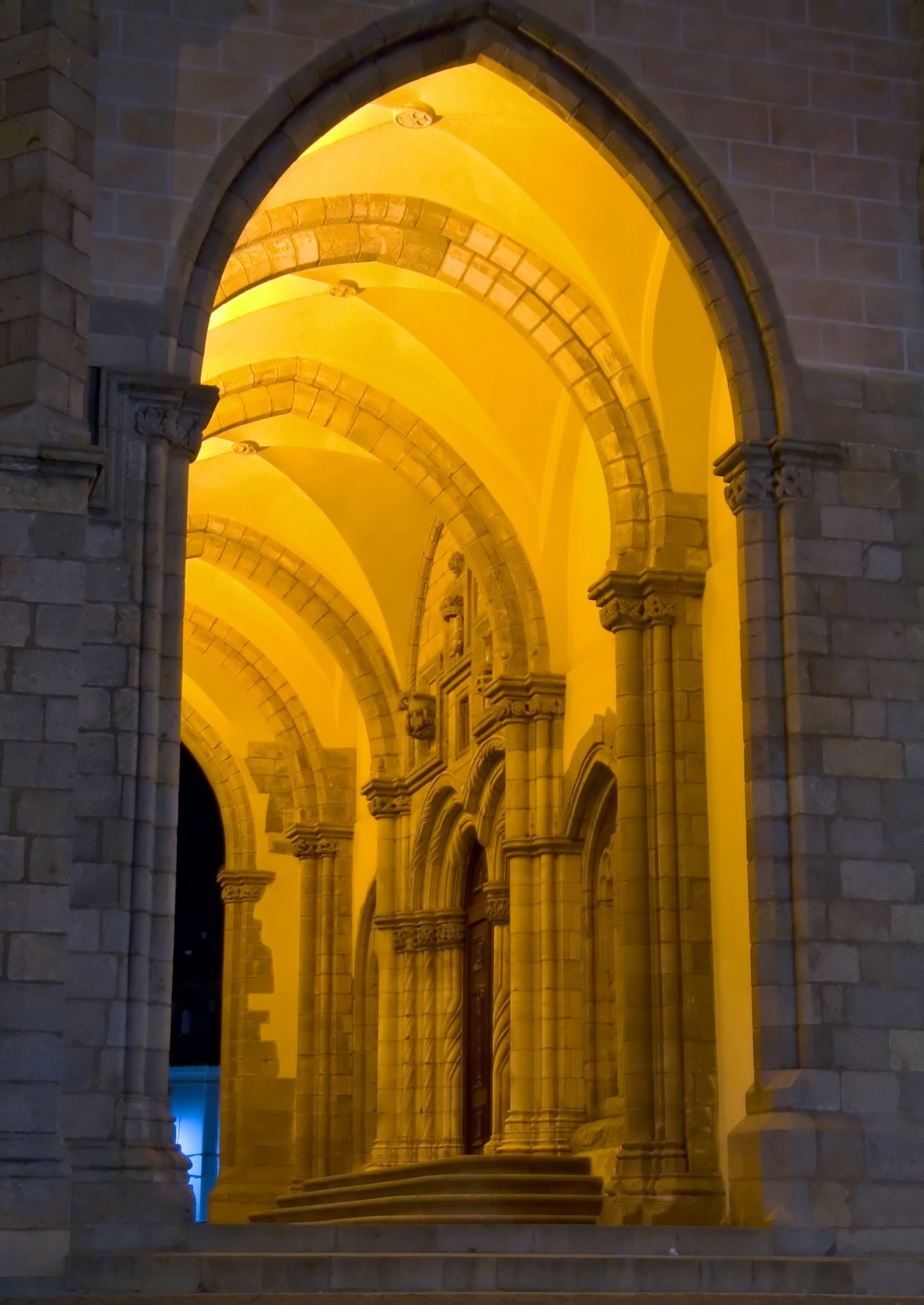
Pórtico.

Ségun la tradición, el convento de San Francisco de Évora habría sido la primera casa de la Orden de los Franciscanos en Portugal, habiendo sido fundada en el siglo XII. Según los cánones de la Regla de san Francisco, la primitiva iglesia monástica tenía tres naves, con capillas comunicantes entre sí. En este primitivo edifício se realizaron varias ceremonias importantes, tales como la boda de Pedro I de Portugal con Constanza Manuel de Villena. De ese período quedan algunos vestigios, como lo demuestran las frestas trilobuladas al lado del pórtico principal. La iglesia sería remodelada al final del siglo XV, construyéndose el magnífico templo que hoy subsiste y que es una de las más impresionantes iglesias portuguesas. Respetando los límites originales, las tres naves fueron sustituidas por la nave única subsistente, cubierta por la bóveda gótico-manuelina que alcanza 24 metros de altura. El convento de San Francisco vivió entonces su época dorada, cuando la corte del rey Alfonso V de Portugal se instaló en el espacio conventual durante sus estancias en Évora. De esta forma, la iglesia de San Francisco fue elevada a la categoría de Capilla Real, de ahí los múltiples escudos regios de Juan II y Manuel I. En esta época, recibió el monasterio el título de Convento de Oro, tal eran las riquezas con que la Familia Real lo decoraba.

## Descripción del edificio
Destacan en toda la iglesia las características de la arquitectura gótico-manuelina, particularmente en las almenas y torres de las fachadas, en el pórtico principal y en la magnífica bóveda de la nave.

### Nave de la iglesia

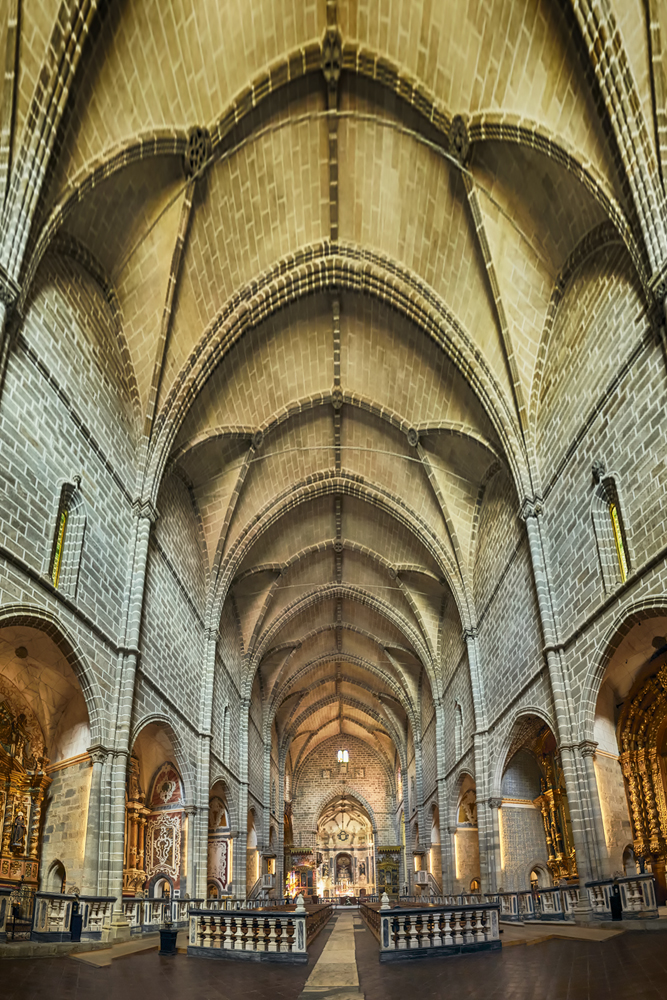
Visión panorámica nave principal con detalle distribución bóveda crucería

En la extensa nave del templo, se abren diez capillas laterales, compuestas por retablos de talla dorada y policromada (siglo XVIII) y de estucos (siglo XIX). Algunos provienen de la iglesia del Convento da Graça, de donde fueron salvados de la ruina. En el baptisterio está la pila bautismal de la antigua iglesia de San Pedro y una curiosa representación del Bautismo de Cristo en el río Jordán, proveniente del antiguo convento de Santa Mónica.

### Capilla Mayor
El retablo de la capilla mayor substituyó a un conjunto de pintura renascentista (en la actualidad disperso por los Museos de Évora y en el Museo Nacional de Arte Antiguo). El retablo actual es de la segunda mitad del siglo XVIII, en mármol, obra que contrasta con el ambiente manuelino del espacio. En él se exponen las grandes imágenes de San Francisco y Santo Domingo, como era costumbre en las iglesias franciscanas. En el alzado de la capilla hay dos bellísimas ventanas renacentistas de mármol, en donde la Familia Real asistía a los oficios religiosos (en el siglo XVI) y un gran órgano de tubos dieciochesco (de Pascual Caetano Oldovini). El coro de los monjes está decorado con representaciones de varios santos franciscanos. Los altares colaterais tienen todavía varias pinturas del período renascentista.

### Capilla de la Orden Tercera

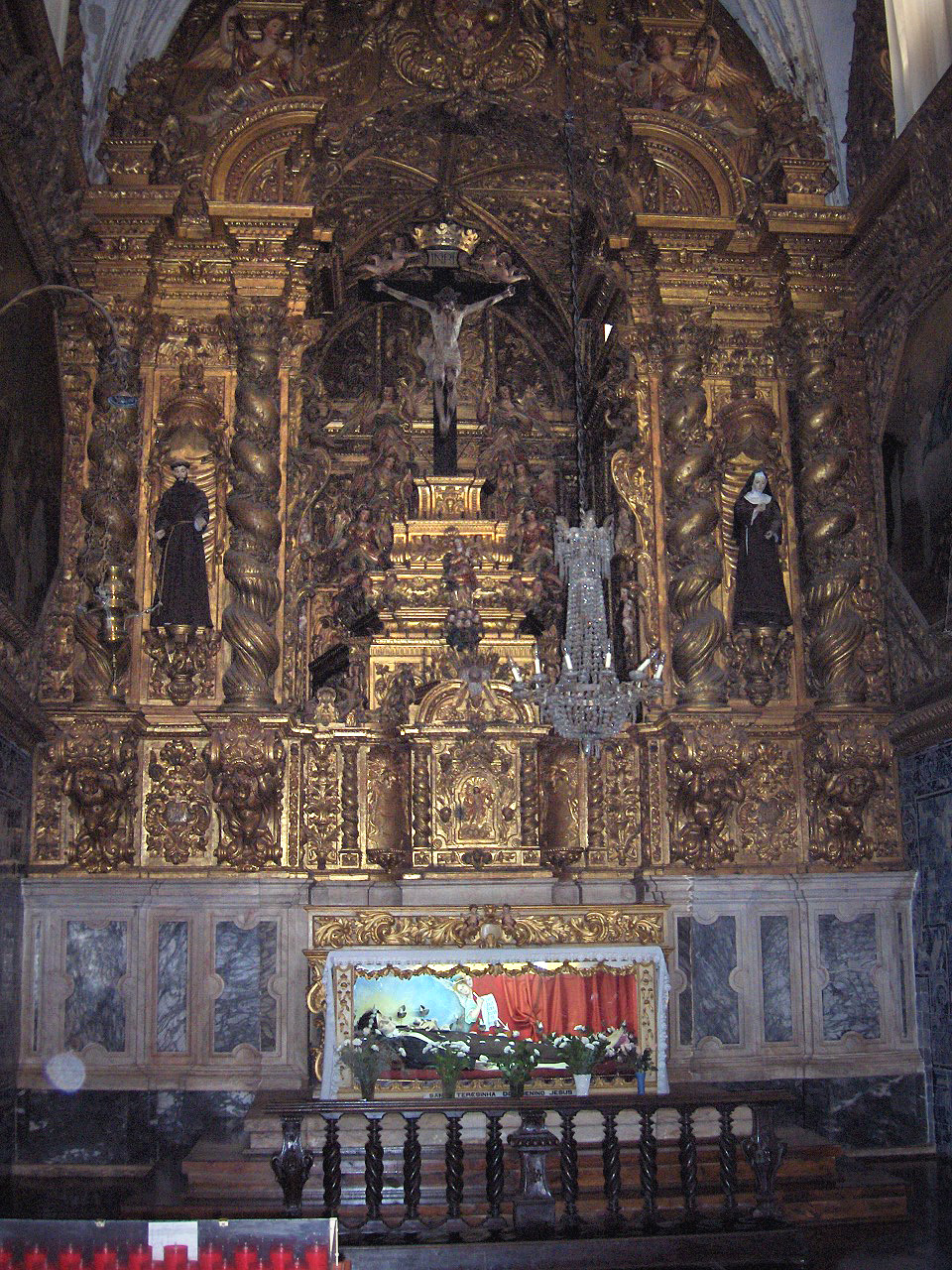
Talla dorada en la capilla de la Orden Tercera.

Particularmente majestuoso es el conjunto artístico de la Capilla de la Venerable Orden Tercera de San Francisco de la Penitencia (constituida por legos), en la que se conjugan armoniosamente todo el esplendor de la talla barroca del periodo juanil con los azulejos y telas representativas de temáticas franciscanas.

### Capilla de San Juanito
Pequeña dependencia renacentista, de bóveda nervada, otrora independiente del templo franciscano, levantada en la cara norte del transepto. Fue la primitiva sede de la Santa Casa de la Misericordia de Évora y bajo su portada está la escultura del Ángel de la Anunciación, en mármol del siglo XVI.

### Sala del Capítulo

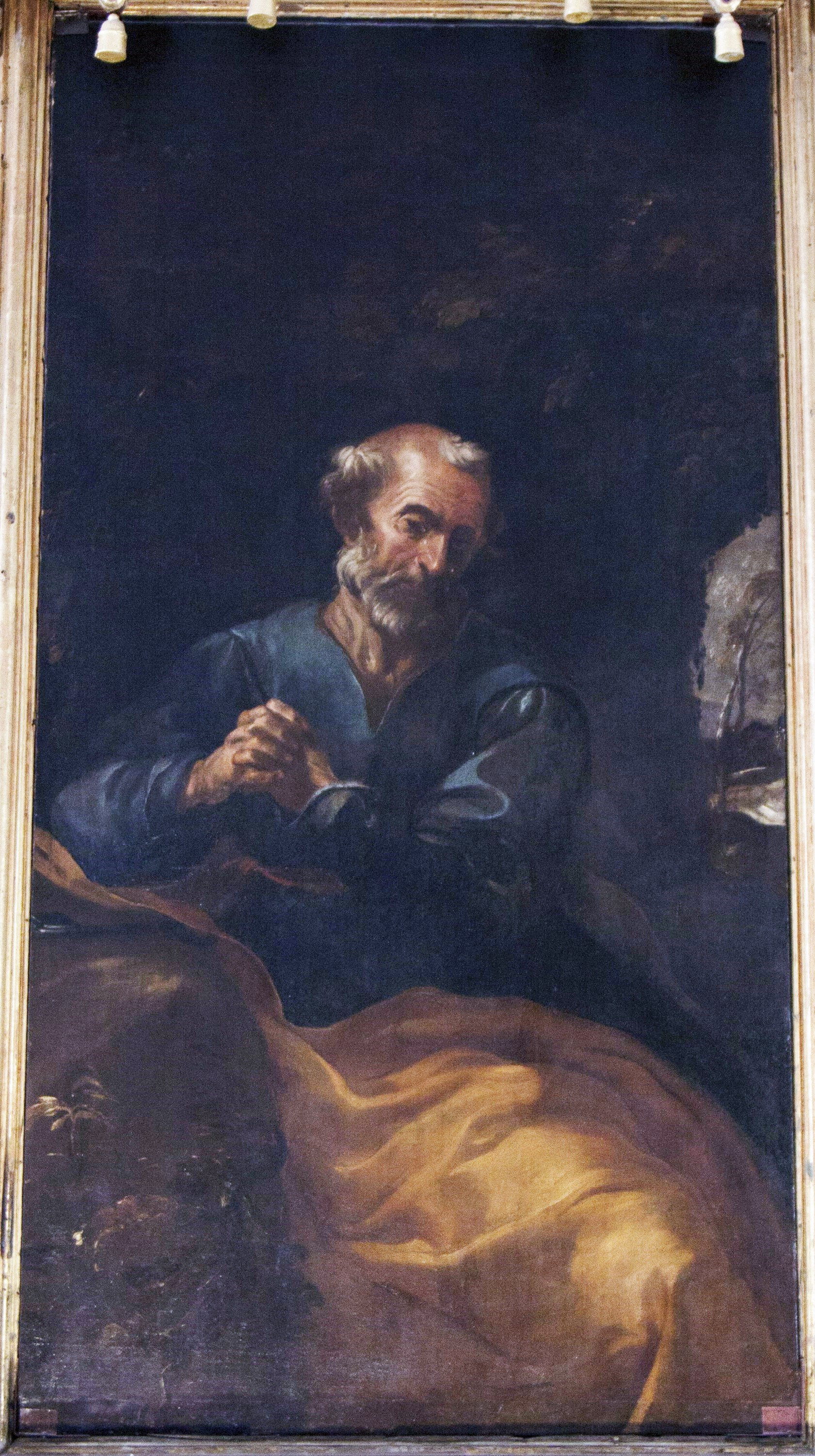
Las lágrimas de San Pedro en la sala del Capítulo, obra de Herrera el Viejo

De la destrucción de la parte conventual se salvó la antigua sala del capítulo, que en el siglo XIX fue transformada en Capilla del Señor de los Pasos de la Casa de los Huesos (imagen de grande devoción local, representando el sufrimiento de Cristo en el camino del calvario). El camarín donde se expone la imagen es una maqueta de la capilla mayor de la Sé de Évora, habiendo sido construida por orden de J. F. Ludwig, más conocido por Ludovice, el arquitecto que la proyectó en el siglo XVIII. A la derecha del camarín hay una pintura de Francisco de Herrera el Viejo, que representa las Lágrimas de San Pedro.

### La Capilla de los Huesos

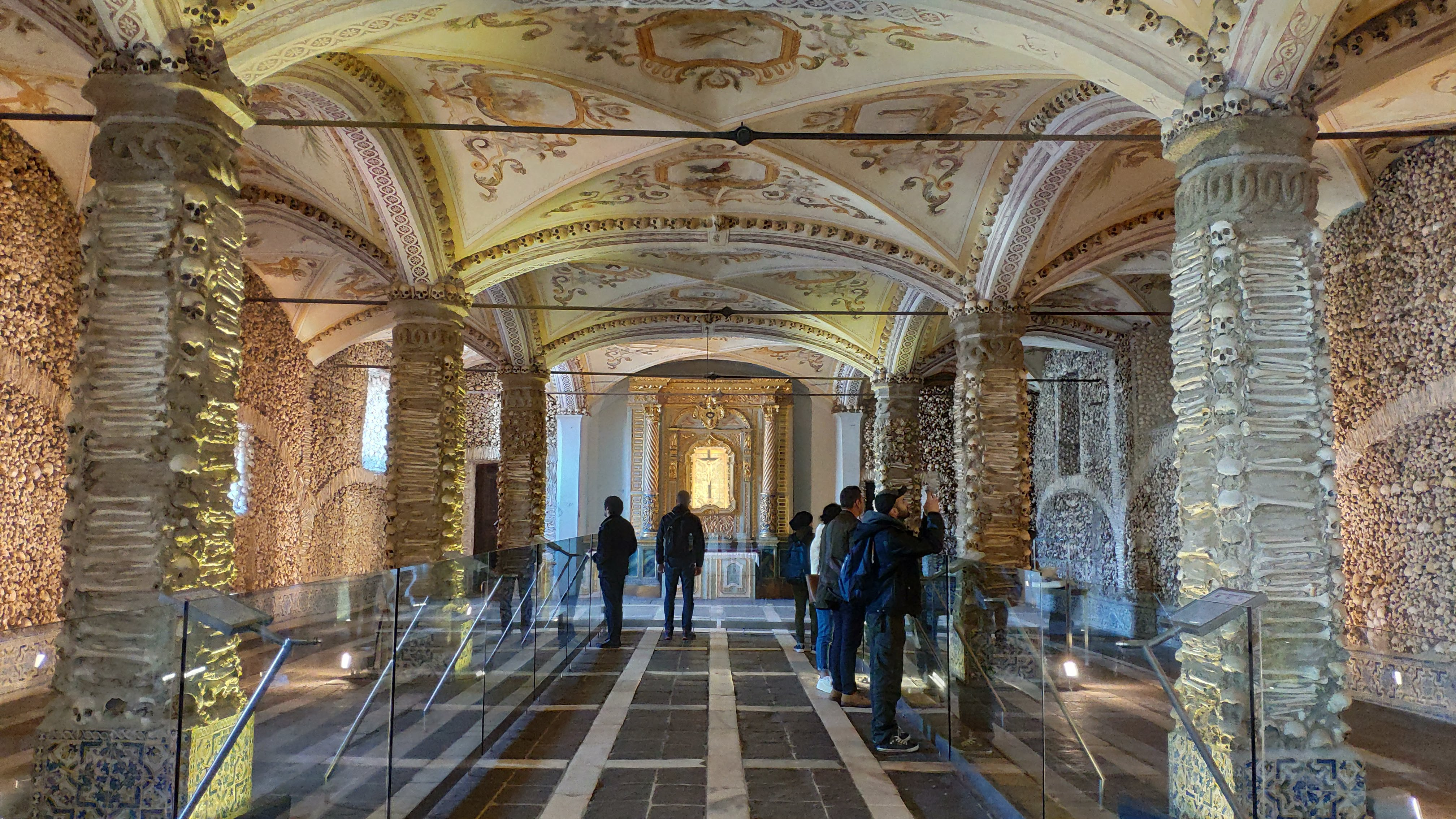
La capilla de los Huesos.

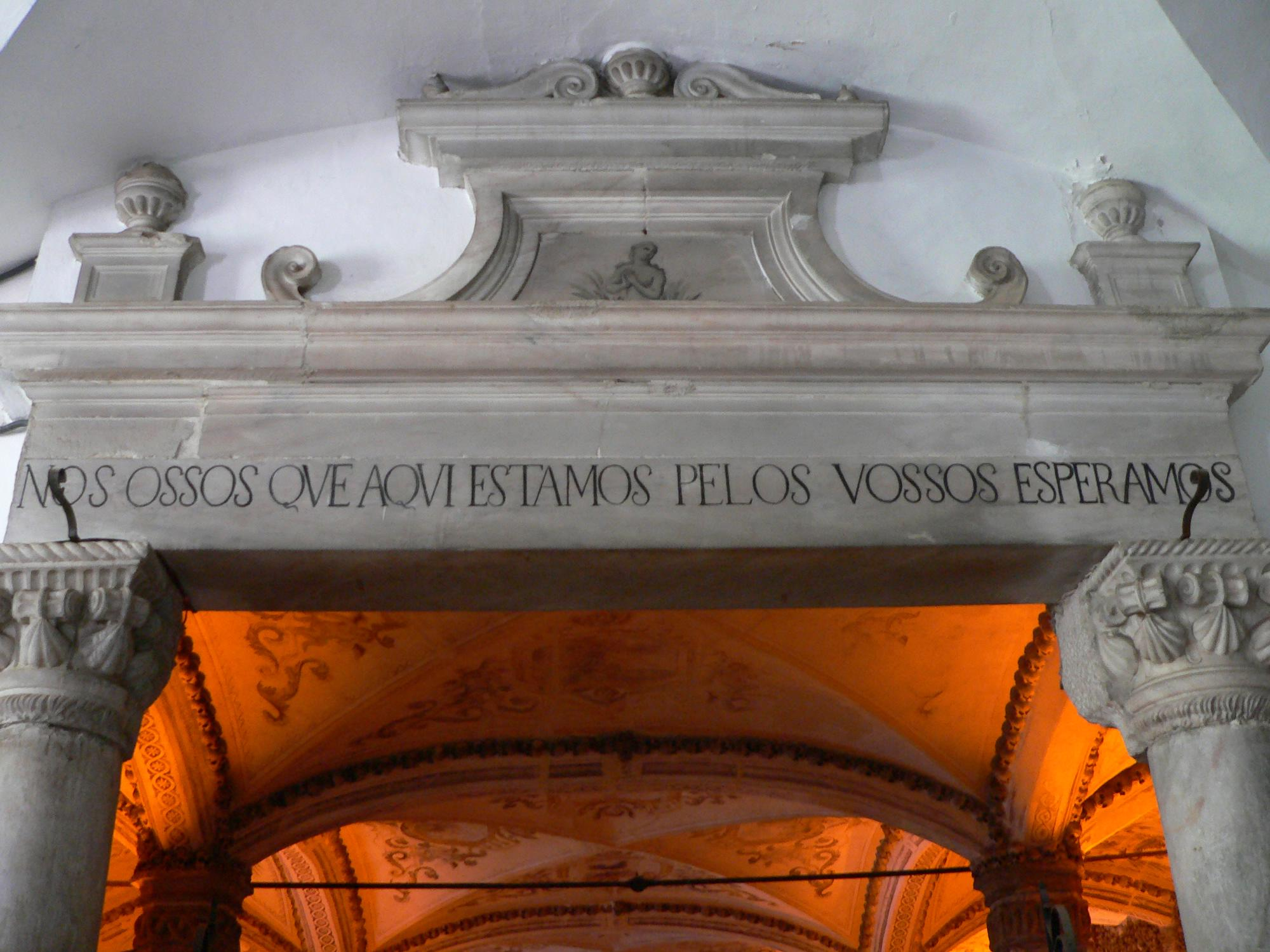
La frase: «Nosotros los huesos que aquí estamos, por los vuestros esperamos».

La Capilla de los Huesos es una de las curiosidades de este gran monumento, siendo uno de los ex-libris de la ciudad de Évora. La capilla fue construida en los siglos XVI y XVII, en el lugar del primitivo dormitorio de los frailes. Su construcción partió de la iniciativa de tres frailes franciscanos que querían proporcionar una mejor reflexión acerca de la brevedad de la vida humana. La capilla está constituida por huesos provenientes de las sepulturas de la iglesia del convento y de otras iglesias y cementerios de la ciudad. Las paredes y parte de las bóvedas de la capilla están revestidas de millares de huesos humanos, que ilustran la idea de los monjes fundadores, expresada en la frase que está encima del pórtico de la capilla: «Nosotros los huesos que aquí estamos, por los vuestros esperamos».
La iglesia es todavía rica en estatuas religiosas, pintura renacentista y barroca, patente en las capillas y demás dependencias que llegaron a nuestros días.